# Pierrefitte-sur-Sauldre
Pierrefitte-sur-Sauldre – miejscowość i gmina we Francji, w Regionie Centralnym, w departamencie Loir-et-Cher.
Według danych na rok 1990 gminę zamieszkiwało 835 osób, a gęstość zaludnienia wynosiła 11 osób/km² (wśród 1842 gmin Centre, Pierrefitte-sur-Sauldre plasuje się na 474. miejscu pod względem liczby ludności, natomiast pod względem powierzchni na miejscu 14.).